# Dick Atha
Richard E. "Dick" Atha (Otterbein, Indiana; 21 de septiembre de 1931-Oxford, Indiana; 6 de febrero de 2020) fue un baloncestista estadounidense que disputó dos temporadas en la NBA. Con 1,88 metros de estatura, jugaba en la posición de base.

## Trayectoria deportiva

### Universidad
Jugó durante cuatro temporadas con los Sycamores de la Universidad Estatal de Indiana, en las que promedió 13,2 puntos por partido, siendo el máximo anotador de su equipo en sus dos últimas temporadas. Disputó en dos ocasiones el Torneo de la NAIA, logrando la tercera posición en 1953.

### Selección nacional
Fue elegido para participar con la selección de Estados Unidos en los primeros Juegos Panamericanos disputados en Buenos Aires, Argentina en 1951, donde consiguieron la medalla de oro.

### Profesional
Fue elegido en la quincuagésimo tercera posición del Draft de la NBA de 1953 por New York Knicks, aunque no fue hasta la temporada 1955-56 cuando debutó con el equipo, jugando 25 partidos en los que promedió 3,7 puntos y 1,7 rebotes.
Al año siguiente fue traspasado a Detroit Pistons junto con Nathaniel Clifton y Harry Gallatin, a cambio de Mel Hutchins y Charlie Tyra. Allí jugó 18 partidos, en los que promedió 2,4 puntos y 1,3 rebotes, hasta que una grave lesión le obligó a dejar el baloncesto prematuramente.

## Estadísticas de su carrera en la NBA

### Temporada regular
| Temporada | Edad | Equipo          | Liga | P  | TIT | MIN  | TC  | TCA | %TC  | 3P | 3PA | %3P | TL  | TLA | %TL  | R.OF. | R.DEF. | REB | ASIS | ROB | TAP | PER | FP  | PTS |
| 1955-56   | 24   | New York Knicks | NBA  | 25 |     | 11.5 | 1.4 | 3.5 | .409 |    |     |     | 0.8 | 1.1 | .778 |       |        | 1.7 | 1.3  |     |     |     | 1.6 | 3.7 |
| 1957-58   | 26   | Detroit Pistons | NBA  | 18 |     | 8.9  | 0.9 | 2.6 | .362 |    |     |     | 0.6 | 0.7 | .833 |       |        | 1.3 | 1.1  |     |     |     | 1.3 | 2.4 |
| Total     |      |                 | NBA  | 43 |     | 10.4 | 1.2 | 3.1 | .393 |    |     |     | 0.7 | 0.9 | .795 |       |        | 1.5 | 1.2  |     |     |     | 1.5 | 3.2 |